# 2007年亞洲冬季運動會速度滑冰比賽-男子100米
2007年亞洲冬季運動會的速度滑冰項目中的男子100米小項於1月29日及1月31日在吉林省速滑館舉行。賽事分為資格賽、半決賽和決賽。

## 資格賽
資格賽在1月29日的12:50進行，能於10.15秒內到達終點的運動員可以晉身半決賽，其成績如下：
- 1 李康爽   9.46  Q
- 2 及川佑  日本 9.71  Q
- 3 矯雲龍  中国 9.79  Q
- 3 于鳳桐  中国 9.79  Q
- 5 安偉江  中国 9.78  Q
- 6 加藤條治  日本 9.82  Q
- 7 張忠奇  中国 9.95  Q
- 8 李基浩   10.09  Q
- 9 權洵春   10.11  Q
- 10 舍爾斯秋克   10.16
- 11 巴楚里  蒙古国 11.34
- 12 奧雲道爾吉  蒙古国 -

## 半決賽
資格賽在1月31日的18:12進行，晉身半決賽的9位運動員分為3組，每組的首名會出線決賽其餘的會參與之後的排名賽，其成績如下：
- 第1組
  - 1 李康爽   9.67
  - 2 張忠奇  中国 9.89
  - 3加藤條治  日本 9.94

- 第2組                          
  - 1 及川佑  日本 9.66
  - 2 安偉江  中国 9.68
  - 3李基浩    10.27

- 第3組 
  - 1于鳳桐  中国 9.68
  - 2矯雲龍  中国 9.90
  - 3權洵春   10.13

## 決賽
決賽在同日的18:33開始，成績如下：
- 1 及川佑  日本 9.59
- 2 于鳳桐  中国 9.68
- 3李康爽  9.69

## 最終排名
| 排名 | 國籍 | 姓名     | 成績  |
| ---- | ---- | -------- | ----- |
| 1    | 日本 | 及川佑   | 9.59  |
| 2    | 中国 | 于鳳桐   | 9.68  |
| 3    |      | 李康爽   | 9.69  |
| 4    | 中国 | 張忠奇   | 9.82  |
| 5    | 中国 | 安偉江   | 9.84  |
| 6    | 中国 | 矯雲龍   | 9.99  |
| 7    | 日本 | 加藤條治 | 10.00 |
| 8    |      | 李基浩   | 10.30 |
| 9    |      | 權洵春   | 10.50 |